# Inventario de Estilos de Personalidad de Millon (MIPS)
El Inventario de Estilos de Personalidad de Personalidad (MIPS) es una prueba de evaluación de la personalidad desarrollada por Theodore Millon en 1994. Esta prueba evalúa la personalidad desde la normalidad, no evalúa la personalidad patológica.

## Características
El MIPS consiste en un cuestionario de 180 ítems, a partir de los cuales el sujeto encuestado debe decidir si son compatibles con él mismo. De esta manera, se evalúan los rasgos de las personalidades consideradas "normales", es decir, aquellas que contribuyan a una adaptación eficaz en ambientes predecibles y no cuenten con ningún tipo de desequilibrio o dificultad para adaptarse en el ambiente.
Para su realización, Theodore Millon se basa en lo que llamó un "abordaje teórico latente", de manera que no utiliza técnicas estadísticas para descubrir qué tipo de rasgos latentes o profundos presenta el sujeto, que son aquellos rasgos más intrínsecos que guían la forma de pensar, percibir, afrontar, sentir y comportarse de una persona.
El MIPS comprende 24 escalas que se agrupan en 12 pares, los cuales se diferencian en 3 áreas: 
- Metas Motivacionales: están relacionadas con la adaptación de la persona con el medio externo, el ambiente.
- Modos o Estilos Cognitivos: están relacionados con las estrategias que tiene la persona para obtener información del medio y lo que hace con ella.
- Vínculos o Conductas Interpersonales: tiene que ver con la forma que tiene el sujeto de relacionarse con los demás.

|                    | ÁREAS                     | ÁREAS                      | ÁREAS                                |
| ESCALAS (12 pares) | Metas Motivacionales      | Modos o Estilos Cognitivos | Vínculos o Conductas Interpersonales |
| ------------------ | ------------------------- | -------------------------- | ------------------------------------ |
| ESCALAS (12 pares) | Apertura-Preservación     | Extravertido-Introvertido  | Retraimiento-Comunicatividad         |
| ESCALAS (12 pares) | Modificación-Acomodación  | Sensitivo-Intuitivo        | Duda-Seguridad                       |
| ESCALAS (12 pares) | Individualismo-Protección | Reflexivo-Afectivo         | Discrepancia-Conformidad             |
| ESCALAS (12 pares) | Individualismo-Protección | Sistematizador-Innovador   | Sometimiento-Control                 |
| ESCALAS (12 pares) | Individualismo-Protección | Sistematizador-Innovador   | Insatisfacción-Concordancia          |

## Indicadores de validez
Además, el MIPS cuenta con tres indicadores de validez o controles de respuesta:
1. Impresión Positiva: control de las respuestas para dar una buena imagen de sí mismo.
2. Impresión Negativa: control de las respuestas para dar una mala imagen de sí mismo.
3. Consistencia: control de la inconsistencia de las respuestas.

De esta manera, el evaluador puede ser consciente de los riesgos que supone que el sujeto evaluado manipule o distorsione las respuestas para así dar una buena o mala imagen de él mismo.

## Población posible de evaluar
Es aplicable a sujetos mayores de 18 años, requiriéndose, para la mayoría de ítems, un nivel de educación de primero de secundaria.
Se puede aplicar tanto individual como colectivamente.
La duración para su realización es de unos 30 minutos aproximadamente.